# 238P/Read
238P/Read, komet Enckeove vrste